# آناندیل (ویرجینیا)
آناندیل (به انگلیسی: Annandale) یک منطقهٔ مسکونی در ایالات متحده آمریکا است که در شهرستان فرفکس، ویرجینیا واقع شده‌است. آناندیل ۴۱٬۰۰۸ نفر جمعیت دارد و ۱۱۰ متر بالاتر از سطح دریا واقع شده‌است.